# Fondation Regard d'Amour
La Fondation Regard d'Amour est une association créée le 23 mai 1994 par Claire Houngan Ayémona, juriste et ancienne ministre de la famille. Elle a pour objectif principal de garantir une vie meilleure et épanouir des enfants, surtout ceux en milieu rural et scolaire du Bénin.

## Description et Domaine d'intervention
La Fondation Regard d'Amour intervient principalement dans deux domaines : la protection de l'enfant et celle de la famille. Elle est dotée d'un bâtiment à deux ou trois étages. Le bâtiment est composé d'un orphelinat dont la garde est au plus une vingtaine d'enfants, d'une infirmerie pour les soins médicaux des enfants,. Elle intervient également dans les écoles.

## Réalisations
Depuis sa création, la Fondation Regard d'Amour mène diverses activités dont elle a gratifié les enfants d'une nouvelle œuvre « Autour de Jésus » qui est une adaptation de « Autour du ballon » le 10 décembre 2005 à l'occasion de la fête de Noël,. Elle a sensibilisé la population de la commune de Toffo sur les compétences des vies courantes et droits des enfants,,. En partenariat avec We World, elle a construit deux modules de trois classes, un bureau et un magasin dans les complexes scolaires publics de Colli-Dogoudo et de Toffo le 16 décembre 2015,. Elle a organisé des séances de sensibilisation sur les grossesses en milieu scolaire dans différents collèges dont celui de Za-Kpota dans le département du Zou,,. Elle a tenu une conférence dans la commune de Toffo sur le harcèlement sexuel le 7 février 2012. La Fondation a posé la première pierre pour la construction d'un bloc de deux salles avec paillote à l'hôpital de zone d'Abomey-Calavi le 23 mai 2014. L'organisation de la 7ème journée de dépistage des affections oculaires en milieu scolaire le 10 décembre 2018 à l'école primaire publique de Gbodjo avec l'appui de la Fondation Groupe Atlantique. Elle a écrit un ouvrage sur la déclaration et l'enregistrement des naissances en République du Bénin,. Elle a mis une nouvelle barque à la disposition des populations du village lacustre de Ganvié. Elle organise des vacances agréables à l'endroit des enfants chaque année,.

## Articles Connexes
- Histoire des femmes au Bénin
- Fondation Claudine Talon
- Fondation Batonga